# آلبرت روکا
آلبرت روکا (انگلیسی: Albert Roca؛ زادهٔ ۲۰ اکتبر ۱۹۶۲) بازیکن فوتبال اهل اسپانیا است.
از باشگاه‌هایی که در آن بازی کرده‌است می‌توان به باشگاه فوتبال سابادل، باشگاه فوتبال اتلتیکو مادرید بی، و باشگاه فوتبال رئال ساراگوسا اشاره کرد.